# Crassostrea ariakensis
Crassostrea ariakensis är en musselart som först beskrevs av Fujita 1913.  Crassostrea ariakensis ingår i släktet Crassostrea och familjen ostron. Inga underarter finns listade i Catalogue of Life.